# Britta Kamrau
Britta Kamrau-Corestein (Rostock, 6 aprile 1979) è un'ex nuotatrice tedesca, specializzata nel nuoto di fondo.

## Carriera
Ha vinto il titolo mondiale nei 10 km e 25 km di fondo sia ai campionati mondiali di nuoto che a quelli di nuoto di fondo.

## Palmarès
- Mondiali

Barcellona 2003: argento nei 25 km e bronzo nei 5 km.
Montréal 2005: argento nei 25 km e bronzo nei 10 km.
Melbourne 2007: oro nei 25 km.
- Mondiali in acque libere

Sharm el-Sheikh 2002: oro nei 25 km e bronzo nei 5 km.
Dubai 2004: oro nei 10 km e oro nei 25 km.
Napoli 2006: bronzo nei 5 km.
- Europei

Istanbul 1999: bronzo nei 5 km e 25 km.
Helsinki 2000: argento nei 5 km.
Berlino 2002: bronzo nei 10 km.
Madrid 2004: oro nei 5 km, nei 10 km e 25 km.